# Simone Gariboldi
Simone Gariboldi (San Giovanni Bianco, 16 luglio 1987) è un ex mezzofondista italiano.

## Biografia
Alto 168 centimetri, con un peso forma di 60 kg, veste la maglia delle Fiamme Oro. Nella sua bacheca un oro a squadre juniores agli Europei di cross di San Giorgio su Legnano nel 2006, e un argento a squadre U23 a Bruxelles nel 2008.
Ha vinto il titolo italiano nel 2011 nei 3000 metri indoor e il titolo di campione italiano 2012 nei 10000 metri su pista con un tempo di 29'14"41 a Terni. Successivamente ha vinto il titolo italiano nei 5000 metri universitari.
Domenica 3 giugno 2012 ha debuttato con la maglia nazionale assoluta in coppa Europa dei 10000 metri a Bilbao. Dal mese di gennaio 2013 cambia allenatore passando dalla guida di Silvano Danzi a quella di Claudio Berardelli.
Esordisce in mezza maratona il 3 marzo 2013 in occasione della 39ª Roma-Ostia dove si classifica 11º con il crono di 1h02'54".
Nel 2014 si piazza in 45º posizione ai Mondiali di mezza maratona.

## Palmarès
| Anno | Manifestazione             | Sede                   | Evento       | Risultato | Prestazione | Note                          |
| ---- | -------------------------- | ---------------------- | ------------ | --------- | ----------- | ----------------------------- |
| 2005 | Europei di cross           | Tilburg                | Corsa U20    | 35º       | 19'19"      |                               |
| 2005 | Europei di cross           | Tilburg                | A squadre    | 4º        | 94 p.       |                               |
| 2005 | Mondiali di cross          | Saint-Galmier          | Corsa U20    | 65º       | 27'04"      |                               |
| 2005 | Mondiali di cross          | Saint-Galmier          | A squadre    |           |             |                               |
| 2005 | Europei Under-20           | Kaunas                 | 5000 m piani | dnf       | dnf         |                               |
| 2006 | Europei di cross           | San Giorgio su Legnano | Corsa U20    | 5º        | 17'14"      |                               |
| 2006 | Europei di cross           | San Giorgio su Legnano | A squadre    | Oro       | 68 p.       |                               |
| 2006 | Mondiali di cross          | Fukuoka                | Corsa U20    | 56º       | 26'37"      |                               |
| 2006 | Mondiali di cross          | Fukuoka                | A squadre    |           |             |                               |
| 2007 | Europei di cross           | Toro                   | Corsa U23    | 42º       | 25'29"      |                               |
| 2007 | Europei di cross           | Toro                   | A squadre    | 7º        | 115 p.      |                               |
| 2007 | Europei Under-23           | Debrecen               | 5000 m piani | 14º       | 14'14"25    |                               |
| 2008 | Europei di cross           | Bruxelles              | Corsa U23    | 17º       | 25'38"      |                               |
| 2008 | Europei di cross           | Bruxelles              | A squadre    | Argento   | 42 p.       |                               |
| 2014 | Mondiali di mezza maratona | Copenaghen             | Individuale  | 45º       | 1h02'51"    | Miglior prestazione personale |
| 2014 | Mondiali di mezza maratona | Copenaghen             | A squadre    | 12º       | 3h08'47"    |                               |

## Campionati nazionali
2004
- Oro ai campionati italiani allievi di corsa in montagna a staffetta (in squadra con Barone)

2005
- Argento ai campionati italiani juniores di corsa campestre

2006
- Oro ai campionati italiani juniores, 5000 m piani - 14'33"31
- Argento ai campionati italiani juniores, 1500 m piani - 3'51"47

2007
- 4º ai campionati italiani promesse, 5000 m piani - 14'20"51
- 4º ai campionati italiani promesse, 1500 m piani - 3'54"33

2009
- Argento ai campionati italiani assoluti, 5000 m piani - 14'19"20

2010
- Bronzo ai campionati italiani assoluti, 1500 m piani - 3'46"62
- Bronzo ai campionati italiani assoluti indoor, 3000 m piani - 8'10"63

2011
- Oro ai campionati italiani assoluti indoor, 3000 m piani - 8'08"68

2012
- 4º ai campionati italiani assoluti indoor, 3000 m piani - 8'15"04
- 9º ai campionati italiani assoluti, 5000 m piani - 14'17"11
- Oro ai campionati italiani assoluti, 10000 m piani - 29'14"41
- Oro ai campionati italiani universitari, 5000 m piani - 14'26"62

2013
- 4º ai campionati italiani di maratonina - 1h03'52"
- Argento ai campionati italiani assoluti, 10000 m piani - 29'37"28
- 5º ai campionati italiani di corsa campestre - 29'48"
- Bronzo ai campionati italiani di 10 km su strada - 29'34"

2014
- 5º ai campionati italiani di maratonina - 1h03'45"
- 4º ai campionati italiani di corsa campestre - 30'43"

2015
- 13º ai campionati italiani di corsa campestre - 31'39"

2016
- 14º ai campionati italiani di 10 km su strada - 30'26"
- 10º ai campionati italiani di corsa campestre - 31'03"

## Altre competizioni internazionali
2003
- Oro al Cross della Badia ( Badia), gara allievi[1]

2006
- 11º al Giro Media Blenio ( Dongio) - 31'27"

2007
- 7º al Giro delle Mura Città di Feltre ( Feltre), 9,5 km - 27'19"
- 4º alla Corrida di San Lorenzo ( Zogno), 8 km - 24'07"

2008
- 5º al Giro delle Mura Città di Feltre ( Feltre), 9,5 km - 28'10"
- 7º al Cross Valmusone ( Osimo) - 27'37"

2011
- Argento alla Notturna di Milano ( Milano), 3000 m piani - 8'12"46
- 17º al Campaccio ( San Giorgio su Legnano) - 31'27"

2012
- 24º in Coppa Europa dei 10000 metri ( Bilbao) - 29'45"70
- 10º alla BOclassic ( Bolzano) - 30'39"
- 13º al Giro al Sas ( Trento) - 29'57"
- 4º al Cross della Valsugana ( Levico Terme) - 27'45"

2013
- 11º alla Roma-Ostia ( Roma) - 1h02'54"
- 12º alla Mezza maratona di Cremona ( Cremona) - 1h03'52"
- Bronzo alla Stravicenza ( Vicenza) - 30'24"

2014
- 6º alla Giulietta & Romeo Half Marathon ( Verona) - 1h03'45"

2015
- 6º alla Giulietta & Romeo Half Marathon ( Verona) - 1h05'32"
- Argento a La Lagarina ( Villa Lagarina), 12 km - 37'01"
- 14º alla BOclassic ( Bolzano) - 30'33"
- 4º al Cross della Valsugana ( Levico Terme) - 23'55"

2016
- 10º alla Roma-Ostia ( Roma) - 1h03'59"
- 41º alla Mezza maratona di Barcellona ( Barcellona) - 1h09'02"
- 8º al Giro podistico internazionale di Castelbuono ( Castelbuono) - 32'23"
- 11º al Campaccio ( San Giorgio su Legnano) - 30'13"
- 6º al Giro delle Mura Città di Feltre ( Feltre), 8,6 km - 26'14"